# The Astronomical Almanac
 The Astronomical Almanac  (traducció al català:  L'almanac astronòmic ) és un almanac publicat per l'Observatori Naval dels Estats Units i el HM Nautical Almanac Office, i conté les efemèrides del sistema solar i catàlegs de determinats objectes estel·lars i galàctics.
L'Explanatory Supplement to the Astronomical Almanac  (traducció al català:  Suplement explanatori a l'Almanac Astronòmic ) ofereix una detallada explicació de l'ús i mètodes de reducció de dades usats a The Astronomical Almanac.